# Les Vétos
Pour plus de détails, voir Fiche technique et Distribution.
Les Vétos est une comédie dramatique française réalisée par Julie Manoukian, sortie en 2019.

## Synopsis
Dans un village au cœur du Morvan, Nico (Clovis Cornillac) est un des deux derniers vétérinaires du coin et se démène pour sauver ses patients. Quand Michel (Michel Jonasz), son associé et mentor, décide de partir, Nico est plus qu'inquiet, car il pense ne pas pouvoir tenir la cadence. Mais Michel lui annonce avoir trouvé sa future remplaçante en la personne d'Alexandra « Alex » (Noémie Schmidt), sa nièce. Le hic : Alexandra a été diplômée la veille, déteste le contact humain et ne compte pas revenir dans son petit village d'enfance.

## Fiche technique
- Réalisation et scénario : Julie Manoukian
- Photographie : Thierry Pouget
- Musique : Matei Bratescot
- Montage : Marie Silvi
- Production déléguée : Yves Marmion
- Sociétés de production : Les films du 24 - France 3 Cinéma ; SOFICA : Cinémage 13
- Société de distribution : UGC (France)
- Pays de production :  France
- Langue originale : français
- Format : couleur
- Genre : comédie dramatique
- Durée : 90 minutes
- Dates de sortie :
  - France : 4 novembre 2019 (avant-première à Lyon) ; 1er janvier 2020 (sortie nationale)

## Distribution
- Clovis Cornillac : Nico
- Noémie Schmidt : Alexandra « Alex »
- Carole Franck : Lila
- Matthieu Sampeur : Marco
- Juliane Lepoureau : Zelda
- Lilou Fogli  : Nath
- Christian Sinniger : « Morille »
- Michel Jonasz : Michel
- Antoine Chappey : Philippe
- Stéphane Rideau : Cédric
- Cyril Couton : Régis
- Thierry Nenez : maître Darling

## Production

### Tournage
Le tournage a eu lieu essentiellement à Lormes et à Mhère, dans le département de la Nièvre.

## Critiques
Le film reçoit des critiques plutôt bonnes de la part de la presse, il obtient une moyenne de 3,1/5 sur Allociné. 
Le Parisien a beaucoup apprécié le film. Il dit que le film est « une très jolie comédie rurale ».
La Voix du Nord n'a pas trop aimé le film. Il le qualifie de « gentil film pour âmes sensibles ».